# Robert Samut Hall
Robert Samut Hall – jest to, pochodzący z końca XIX wieku, nieczynny kościół metodystyczny, znany poprzednio pod nazwą Wesleyan (Methodist) Church, dziś budynek we Florianie na Malcie, będący własnością państwa.

## Początki
Budynek neogotyckiego kościoła zbudowany został w latach 1881–1883 według projektu architekta Thomasa Mullet Ellisa. Otwarty został do odprawiania praktyk religijnych 18 marca 1883 roku. Był pierwszym budynkiem na Malcie wykorzystującym energię elektryczną.

## Sekularyzacja
We wczesnych latach 70. XX wieku budynek kościoła przekazany został władzom cywilnym. 4 kwietnia 1975 roku zainaugurowane zostało tam centrum działalności kulturalnej, nazwano je, na cześć urodzonego we Florianie kompozytora narodowego hymnu Malty, Robert Samut Hall. W sali znajdują się interesujące pneumatyczne organy o dwóch klawiaturach, wykonane przez firmę Henry Willis & Sons.